# Leonid Sobolew
Leonid Nikołajewicz Sobolew, ros. Леонид Николаевич Соболев (ur. 28 maja?/9 czerwca 1844 w majątku Kapcew, gubernia kałuska, zm. 30 września?/13 października 1913 w Znamienskoje, gubernia pskowska) – rosyjski generał i polityk. Minister spraw wewnętrznych Księstwa Bułgarii (1882–1883), premier Księstwa Bułgarii (1882–1883).

## Początki kariery wojskowej
Pochodził z rodziny szlacheckiej. Był synem pułkownika armii carskiej, uczestnika wojny z Turcją 1828–1829. Kształcił się w 1 Korpusie Kadetów w Petersburgu. Po ukończeniu nauki, 23 maja 1864 został przydzielony do 7 brygady artylerii konnej. W 1868 ukończył kurs w Nikołajewskiej Akademii Sztabu Generalnego i otrzymał przydział do Turkiestanu. W 1871 brał udział w ekspedycji wojskowej do Shahrisabzu (Chanat Buchary). Wtedy też powstały jego pierwsze prace geograficzne.

## Wojna rosyjsko-turecka
W 1877 został skierowany do sztabu gen. Fiodora Radeckiego i wziął udział w wojnie rosyjsko-tureckiej 1877–1878. Uczestniczył w największych bitwach tej wojny – w pod Szipką i w bitwie pod Plewną. Za udział w wojnie został uhonorowany złotą szablą „Za dzielność”, a także Orderem św. Anny 2 stopnia z mieczami i Orderem św. Włodzimierza 3 stopnia z mieczami. W 1881 otrzymał Order św. Stanisława 1 stopnia.

## Bułgarska misja
30 sierpnia 1880 Sobolew otrzymał awans na stopień generała-majora. Po przewrocie dokonanym w 1881 przez księcia Bułgarii, Aleksandra Battenberga do jego dyspozycji skierowano grupę oficerów armii carskiej jako doradców i ministrów w nowym rządzie. Stanowisko ministra spraw wewnętrznych otrzymał Sobolew, zaś 5 czerwca 1882 stanął na czele nowego rządu. Jako premier Księstwa Bułgarii, realizował cele polityczne Petersburga, a do współpracy zapraszał polityków konserwatywnych. Spór Sobolewa z konserwatystami wywołała kwestia budżetu. Sobolew opowiadał się za dyscypliną budżetową, czego nie akceptowali politycy bułgarscy. 3 marca 1883 przeprowadził reorganizację gabinetu, w skład którego weszli także politycy liberalni jak Kirjak Cankow i Todor Burmow. Zmian politycznych nie chciał zaakceptować Battenberg, który w Rosji bezskutecznie zabiegał o odwołanie Sobolewa. We wrześniu 1883 po przywróceniu przez księcia konstytucji tyrnowskiej, Sobolew powrócił do Rosji.

## Wojna rosyjsko-japońska
Po powrocie do Rosji Sobolew objął dowództwo 1 brygady 37 dywizji piechoty, a zarazem stanowisko szefa sztabu moskiewskiego okręgu wojskowego. Po wybuchu wojny rosyjsko-japońskiej, objął dowództwo 6 Korpusu Syberyjskiego i wziął udział w bitwie pod Mukdenem i nad Sha He. W końcowej fazie wojny dowodził 2 armią mandżurską. Za kampanię w Mandżurii otrzymał brylantową szablę i Order św. Aleksandra Newskiego.
Po zakończeniu wojny Sobolew przeszedł w stan spoczynku. Zmarł w 1913, wskutek udaru mózgu.
Oprócz artykułów o tematyce geograficznej Sobolew pozostawił po sobie szkic o historii Bułgarii (Към най-новата история на България), opublikowany w 1886 w czasopiśmie Russkaja starina.